# Mariä Geburt (Unserfrau)

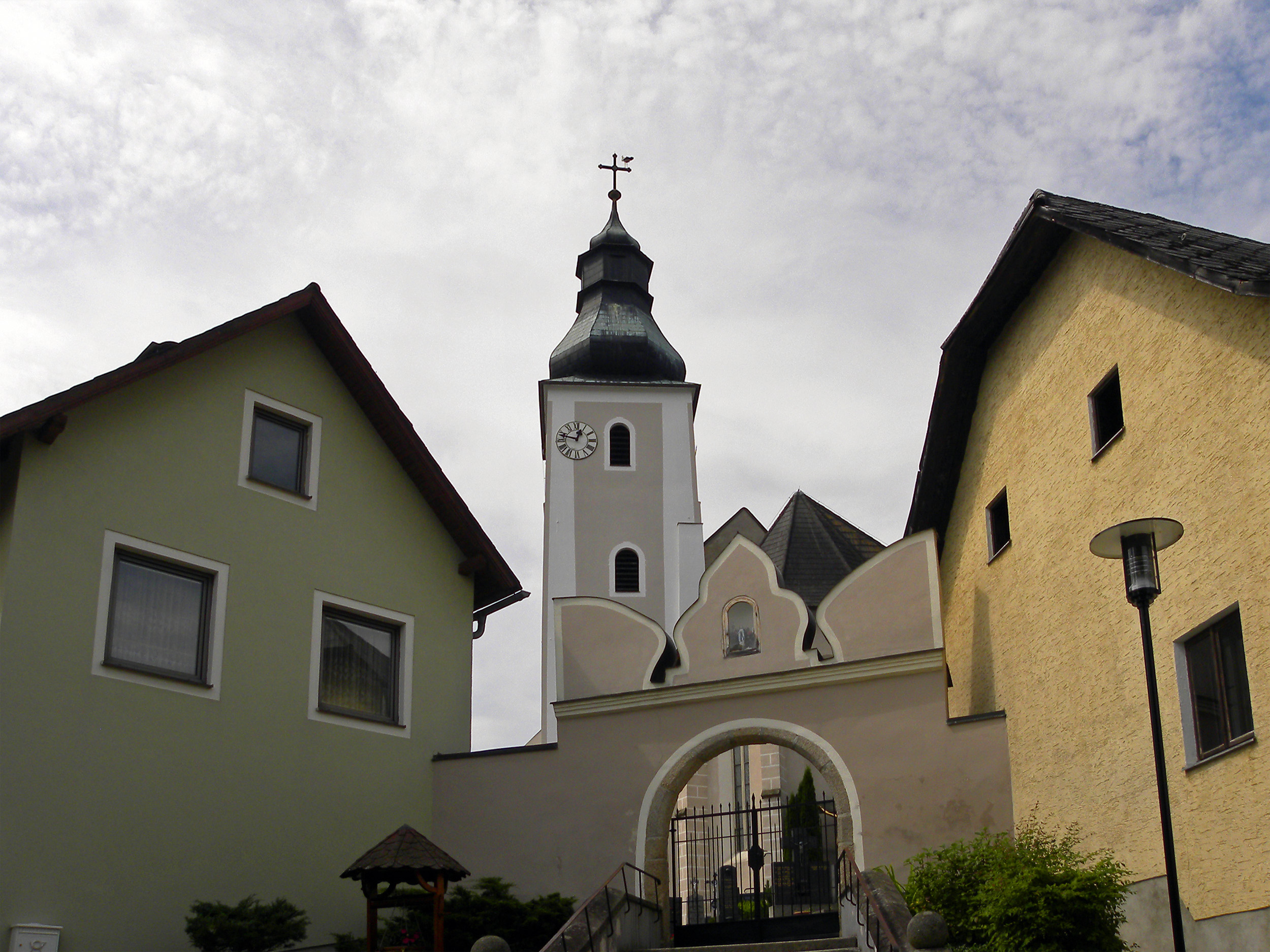
Pfarrkirche Unserfrau

Die römisch-katholische Pfarrkirche Mariä Geburt in Unserfrau in Niederösterreich gehört zum Dekanat Gmünd. Aus dem Jahr 1340 ist die Pfarrerhebung von Unserfrau, das zuvor zur Pfarre Altweitra gehörte, urkundlich belegt. Die ursprünglich romanische Chorturmkirche wurde im 14. Jahrhundert durch einen gotischen Chor und zwischen 1694 und 1698 durch barocke Seitenschiffe und einen Südturm erweitert. Die Kirche (Listeneintrag) und der südlich angrenzende Friedhof mit der im Kern romanischen Ursprungskapelle und einem rundbogigen Friedhofstor (Listeneintrag) mit Giebelaufsätzen aus der Zeit um 1500 stehen unter Denkmalschutz.

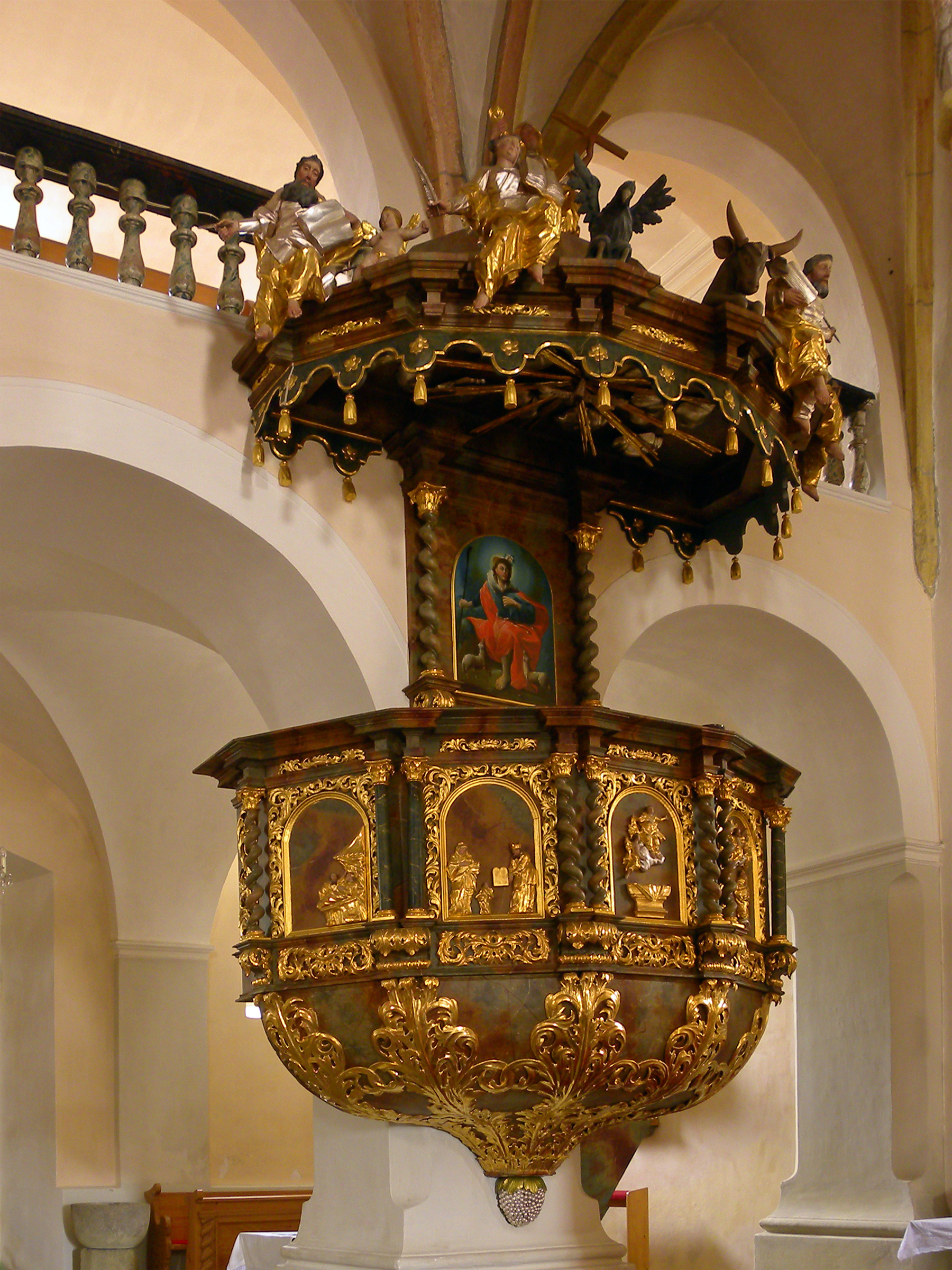
Kanzel

## Äußeres

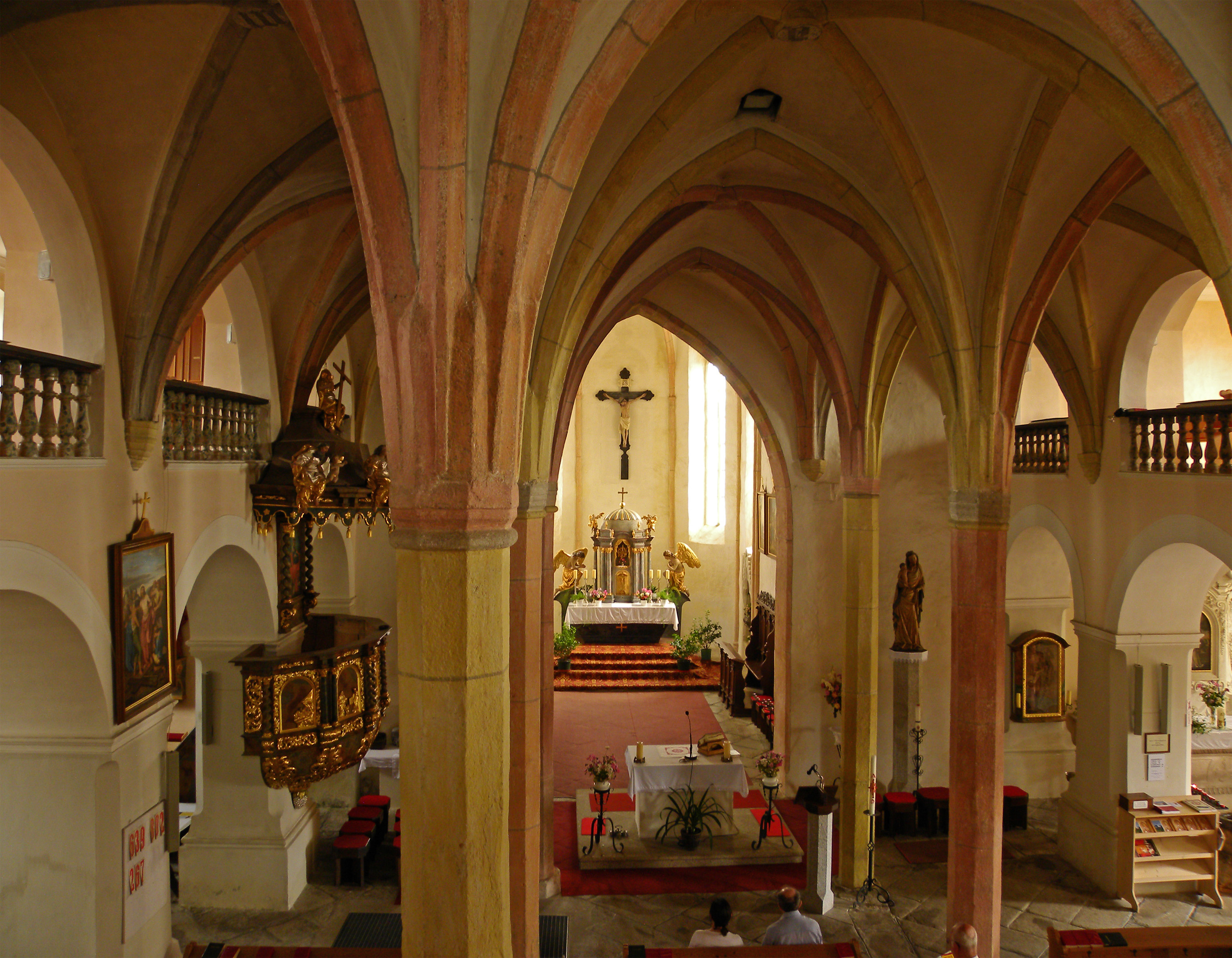
Innenansicht

Das gotische Langhaus und die fünfjochigen, äußeren Seitenschiffe mit Emporen von 1694 bis 1698 sind unter einem Satteldach zusammengefasst. Die Fassade ist durch Flachbogenfenster und Lisenen gegliedert. Die schlichte Westfassade hat Muschelnischen und einen vermutlich aus dem 17. Jahrhundert stammenden Portalvorbau unter einem Volutengiebel mit Kratzputzgliederung. Nördlich des zweijochigen, gotischen Chores des 14. Jahrhunderts wurde 1694–1698 ein zweigeschoßiger, barocker Sakristei- und Oratoriumsanbau errichtet. Aus derselben Zeit stammt der barocke Turm an der Südseite mit quadratischem Grundriss. An der Nordseite des Turms sind Mauerreste des ehemaligen romanischen Chorturms erhalten. Der Turm hat Rundbogenfenster, eine Lisenengliederung im Putz und einen Zwiebelhelm. Der gotische Chor verfügt über einen Fünfachtelschluss mit abgetreppten Strebepfeilern und zweibahnige Maßwerkfenster.

## Inneres
Das fünfschiffige Langhaus besteht aus einer dreischiffigen, gotischen Halle und zwei barocken Seitenschiffen. Der ursprünglich wohl romanische Saalraum wurde nach 1400 zu einer dreischiffigen, fünfjochigen Halle umgebaut. Die östlichen Joche sind kürzer als die anderen. Das Kreuzrippengewölbe ruht auf schlanken Achtseitpfeilern mit Kämpferplatten und Halsringen sowie auf abgetreppten, profilierten Konsolen. Die runden Schlusssteine sind mit Blüten, Handwerkszeichen und Wortsilben (Maria hilf uns aus Elend) bemalt. Die gotische, dreiachsige Orgelempore ist kreuzrippenunterwölbt und ruht auf Konsolen und Achtseitpfeilern. Die Halle ist durch barocke Rundbogenarkaden auf quadratischen, abgeschrägten Pfeilern und schlichte, barocken Rundbogenarkaden mit Holzbalustraden zu den kreuzgratgewölbten Seitenschiffen und flachgedeckten Emporen hin geöffnet. Der spitzbogige, abgefaste Triumphbogen aus dem 14. Jahrhundert ist durch die Erweiterung eins vermutlich romanischen Vorgänger entstanden.

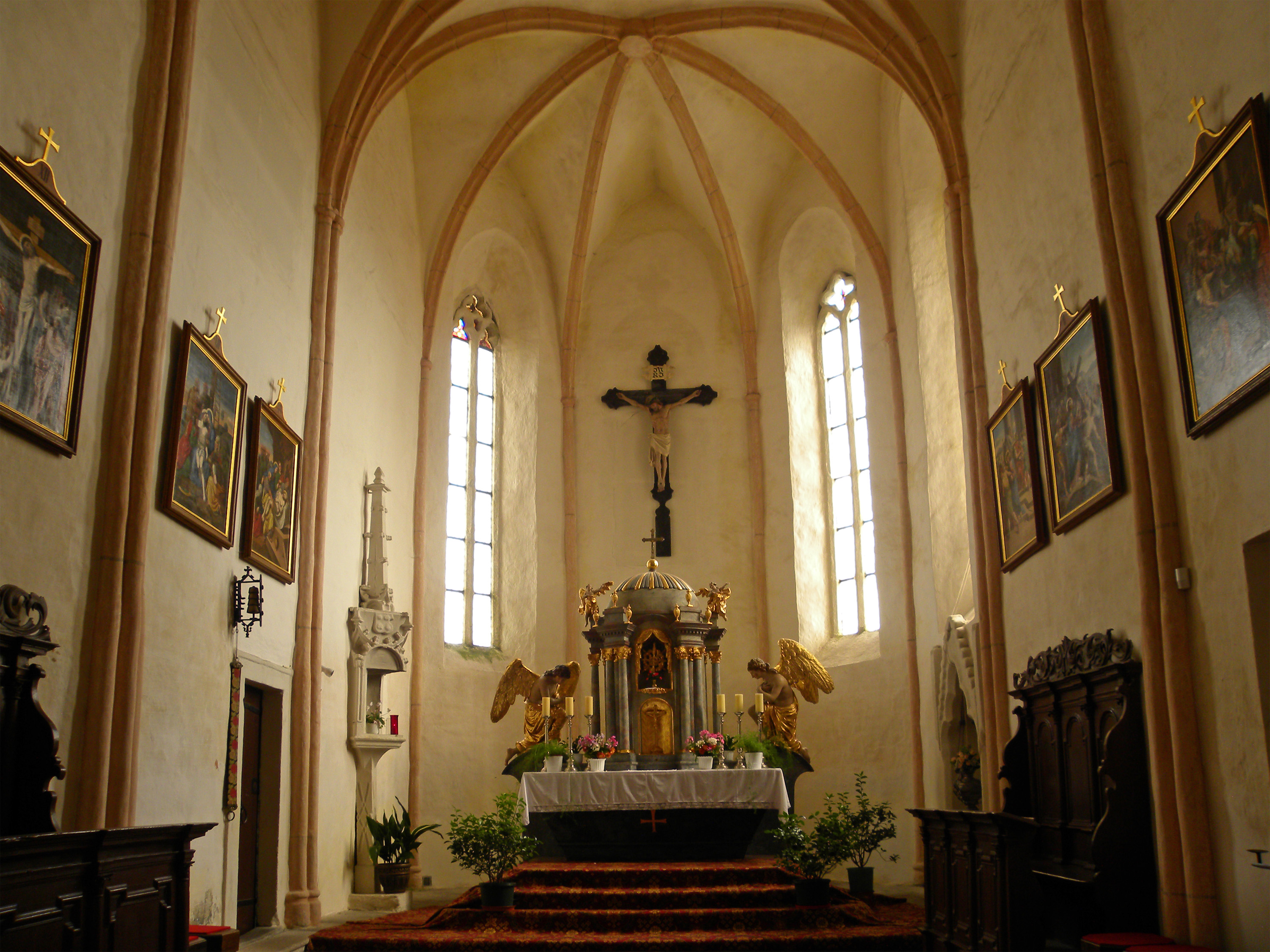
Altar

Der gotische, zweijochige, kreuzrippengewölbte Chor mit Fünfachtelschluss wurde zwischen Mitte und zweiter Hälfte des 14. Jahrhunderts erbaut. Er hat zwischen Fialen eine Sitznische mit Zackenbogen, ein mit 1525 datiertes, ursprünglich bemaltes Sakramentshäuschen sowie eine dreiseitige Tabernakelnische mit Maßwerkbekrönung, Wappen und Fiale. Nordseitig angrenzend liegt die barocke Sakristei mit zweijochigem Kreuzgratgewölbe und gotischem Paramentenschrank.

## Ausstattung
Der barocke Hochaltar verfügt über einen freistehenden Altartisch und hat ein mit 1787 bezeichnetes, klassizistisches Tabernakel zwischen zwei adorierenden Engeln. Aus dem zweiten Viertel des 18. Jahrhunderts stammt der Seitenaltar. Er hat einen Stuckaufbau mit Volutenstützen, seitliche Kriegstrophäen und Paramente im Stuck, ein Altarblatt des Heiligen Stephanus aus dem dritten Viertel des 17. Jahrhunderts, im Aufsatz ein Stuckrelief der Steinigung des Heiligen Stephanus sowie seitliche Reliefs der Heiligen Leonhard und Johannes Nepomuk. An der breit gelagerten Kanzel aus der Zeit um 1700 befindet sich ein Reliefzyklus des Marienlebens, der vermutlich im dritten Viertel des 18. Jahrhunderts geschaffen wurde sowie ein Ölbild Guter Hirte aus dem 18. Jahrhundert. Am Schalldeckel sind Figuren von Evangelisten und der Ekklesia angebracht.
Die Kirchenorgel verfügt über ein Gehäuse von Franz Jüstl aus dem Jahr 1840.
Zur weiteren Ausstattung zählen eine gotische Schnitzfigur der heiligen Maria mit Kind aus der Zeit um 1440, ein Bildnis Christi an der Geißelsäule aus dem 18. Jahrhundert in einem Glasschrein, barocke Schnitzfiguren der Heiligen Sebastian und Florian, ein romanischer Taufstein auf würfelförmigem Fuß, ein spätgotischer Holzopferstock mit Eisenbeschlägen, barockes Chorgestühl mit Akanthusaufsätzen aus der Zeit um 1720 und Kreuzwegbilder in Rokokorahmen von 1786.
Die Glocke wurde 1761 von Ferdinand Vötterlechner gegossen.